# Мировице
Мировице (чеш. Mirovice) град је у Чешкој Републици. Град се налази у управној јединици Јужночешки крај, у оквиру којег припада округу Писек.

## Становништво
Према подацима о броју становника из 2014. године град је имао 1.579 становника.